# Carmelo (Uruguay)
Carmelo je město v Uruguayi, druhé největší město departementu Colonia. Nachází se na jihozápadě země, na úplném konci estuáru Río de la Plata, při ústí řeky Arroyo de las Vacas do estuáru. V roce 2011 zde žilo 18 041 obyvatel. Město je známé svým vínem a plážemi.
V místě současného Carmela se v letech 1527–1530 nacházela dočasná španělská pevnost Fuerte de San Lázaro. V první polovině 18. století zde byla osada pro africké otroky určené pro prodej do Montevidea a Buenos Aires. Carmelo bylo založeno v roce 1816 uruguayským generálem Josém Gervasiem Artigasem. Status města získala obec v roce 1920.

## Galerie

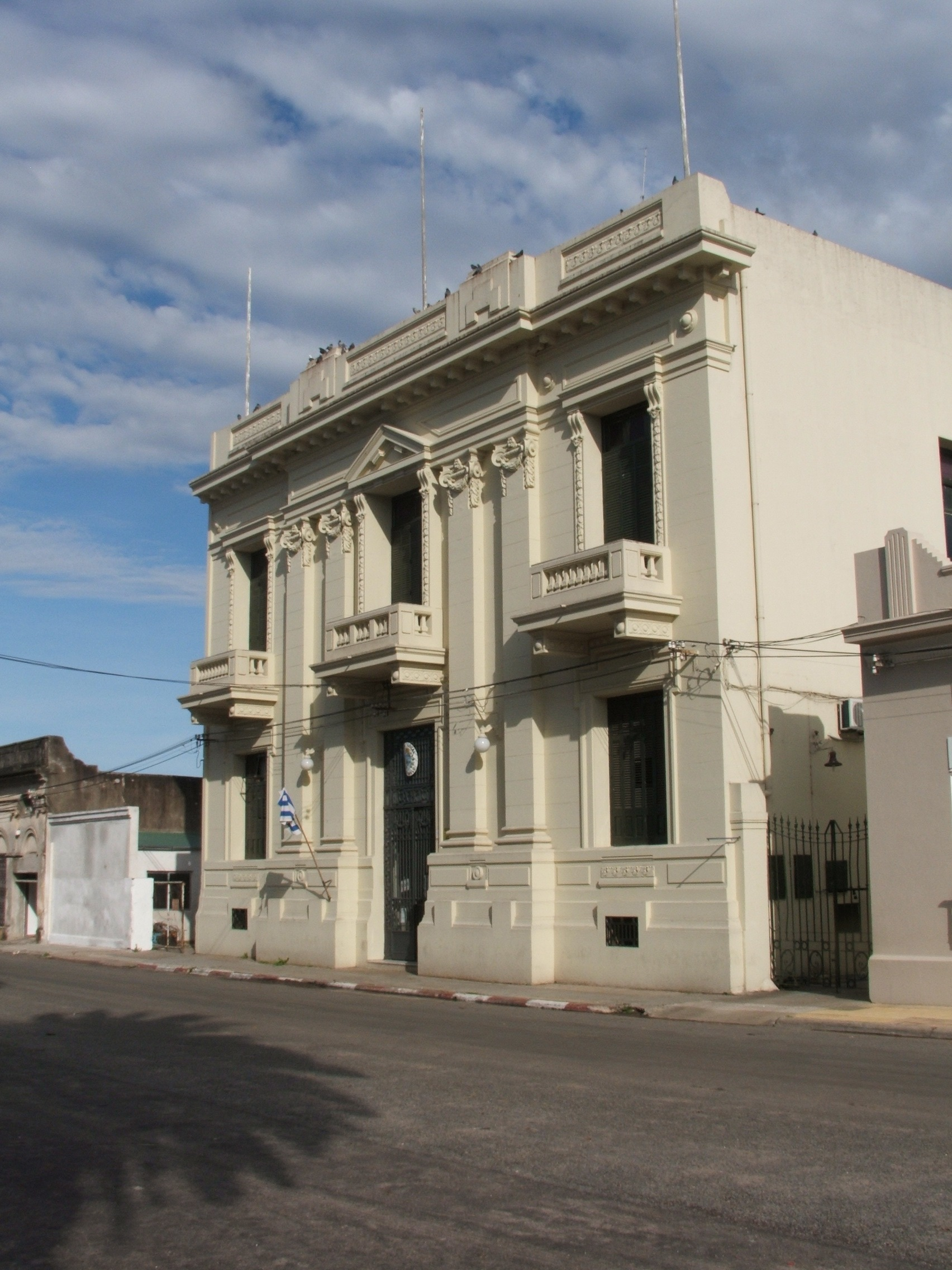
Radnice
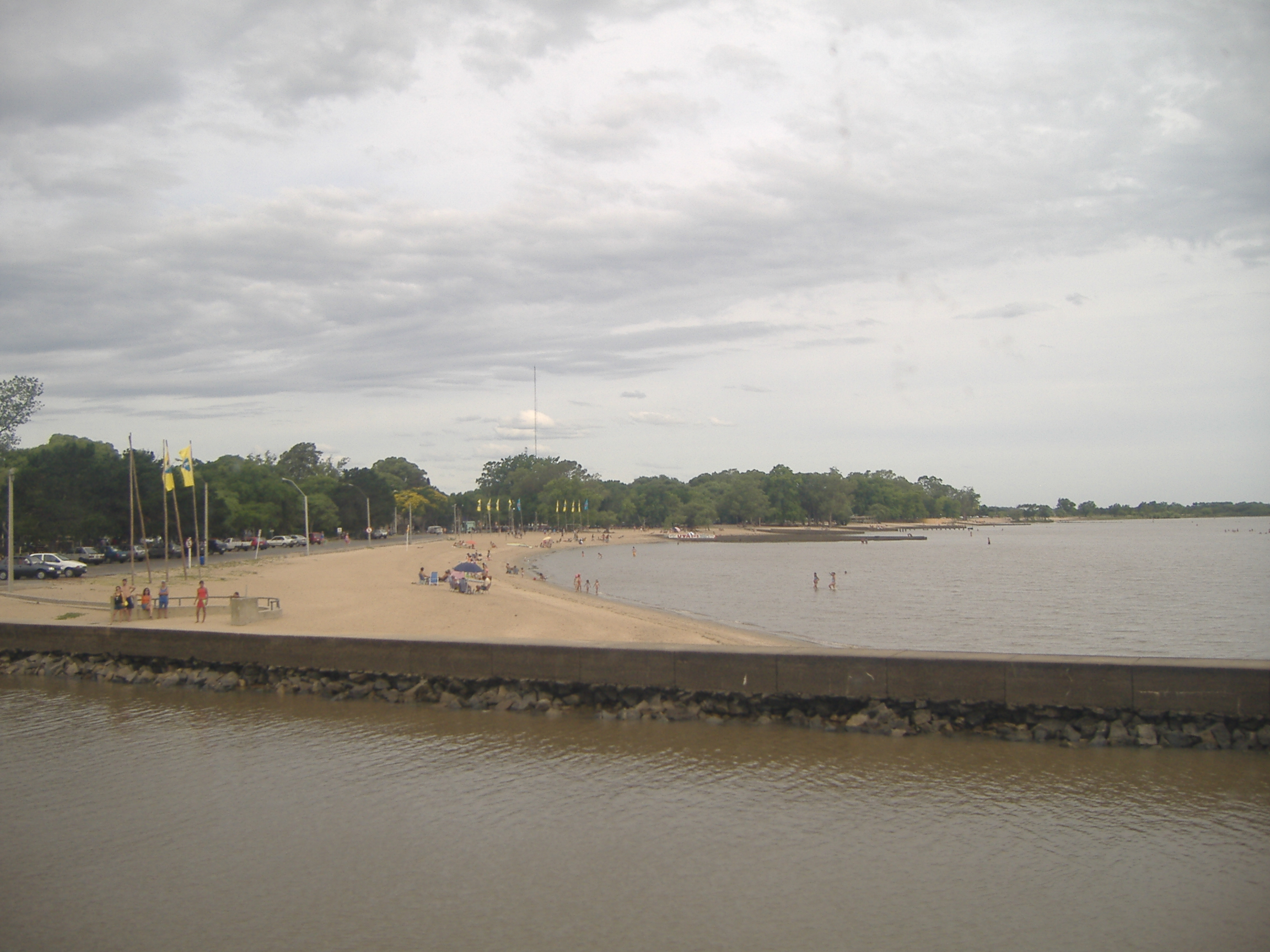
Pláž v Carmelu
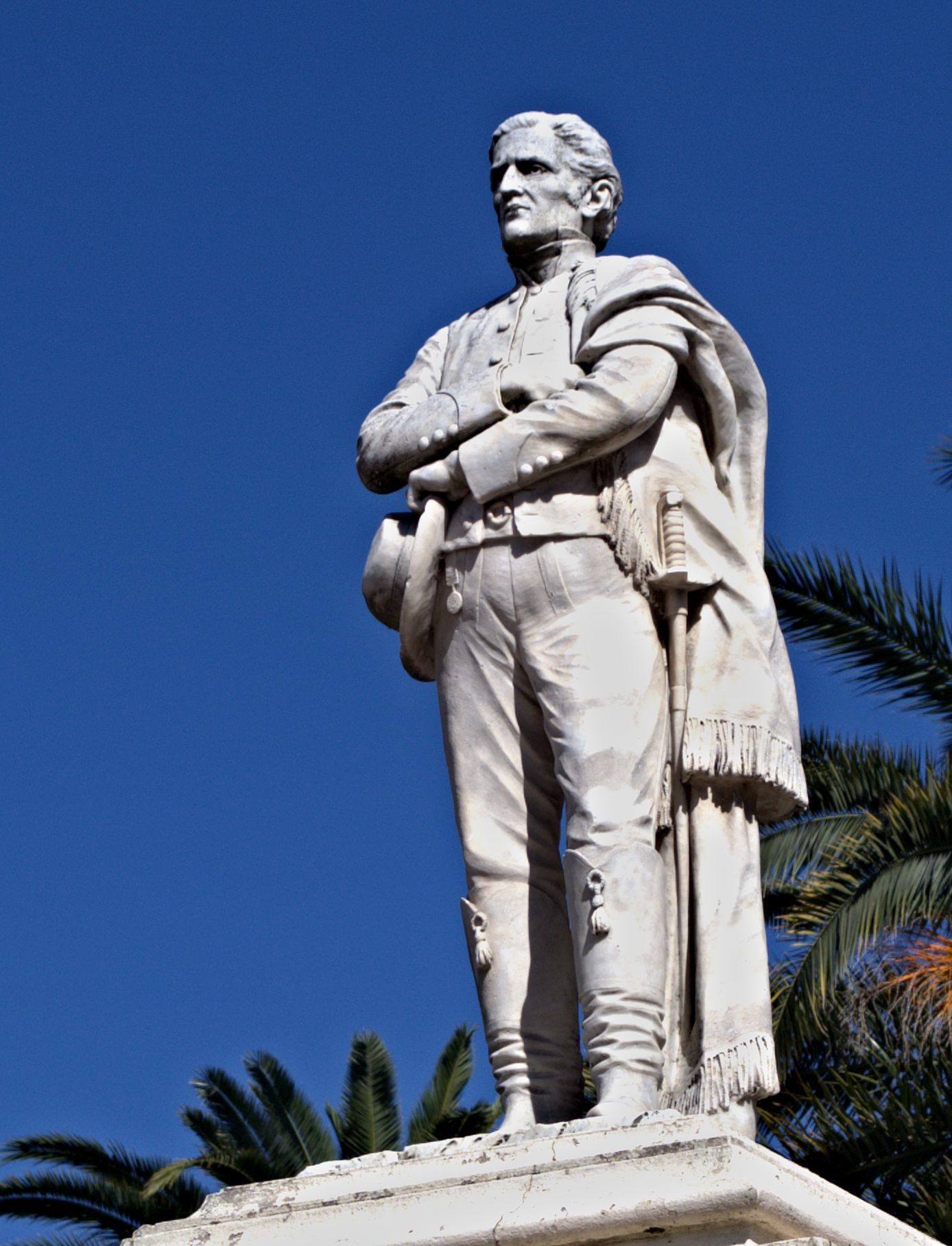
Pomník generála Artigase
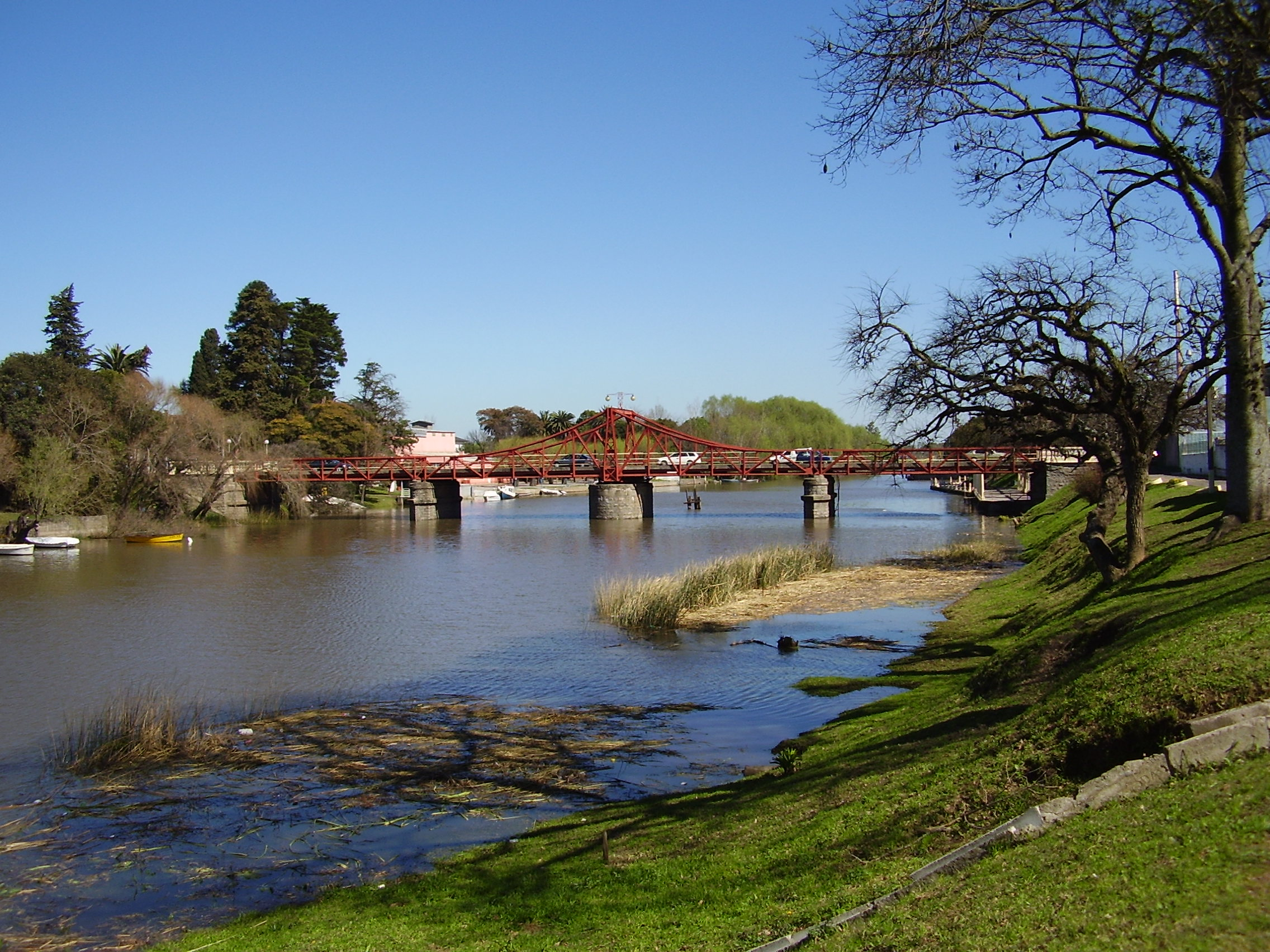
Památkově chráněný otočný most přes Arroyo de las Vacas
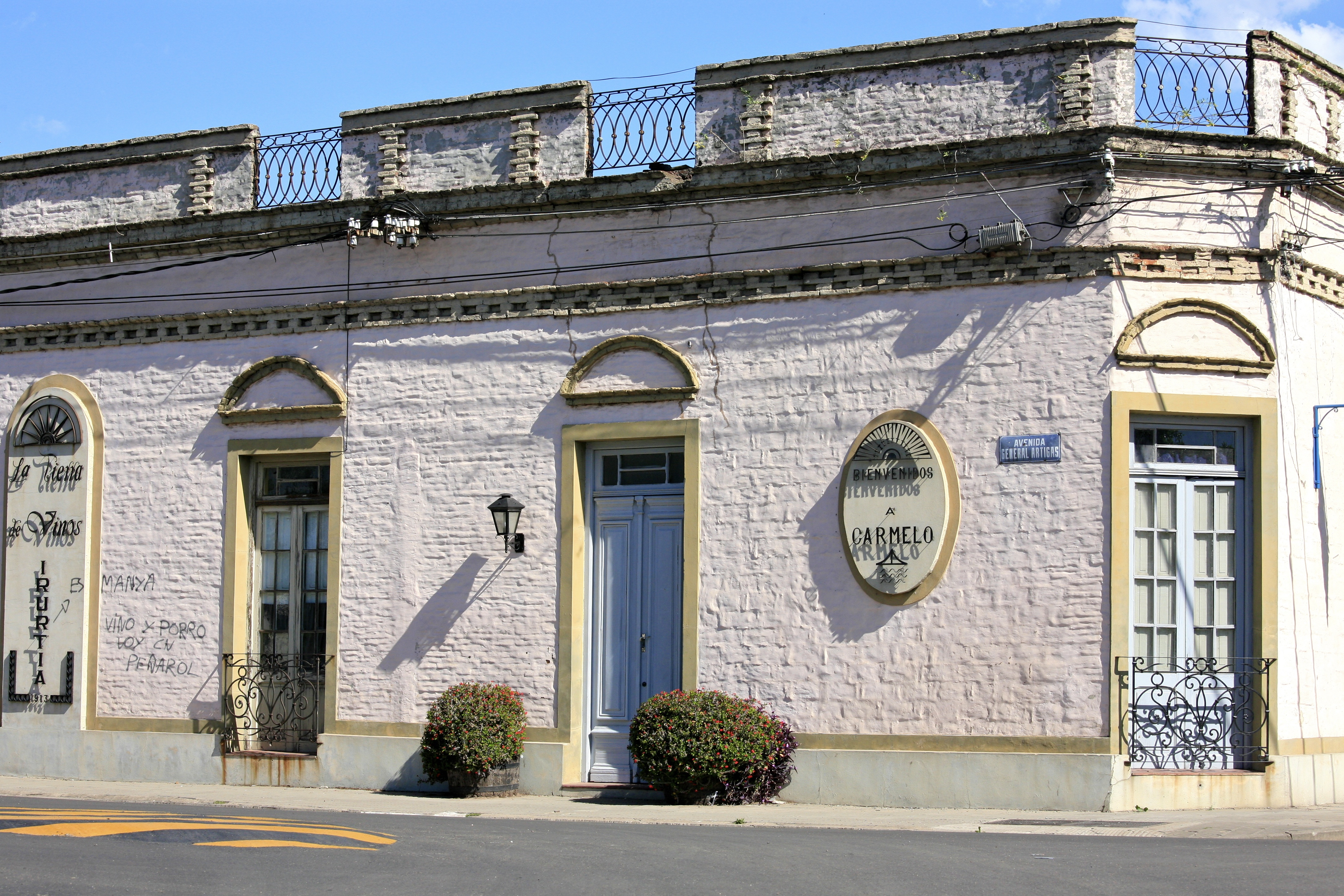
Vinařství v Carmelu
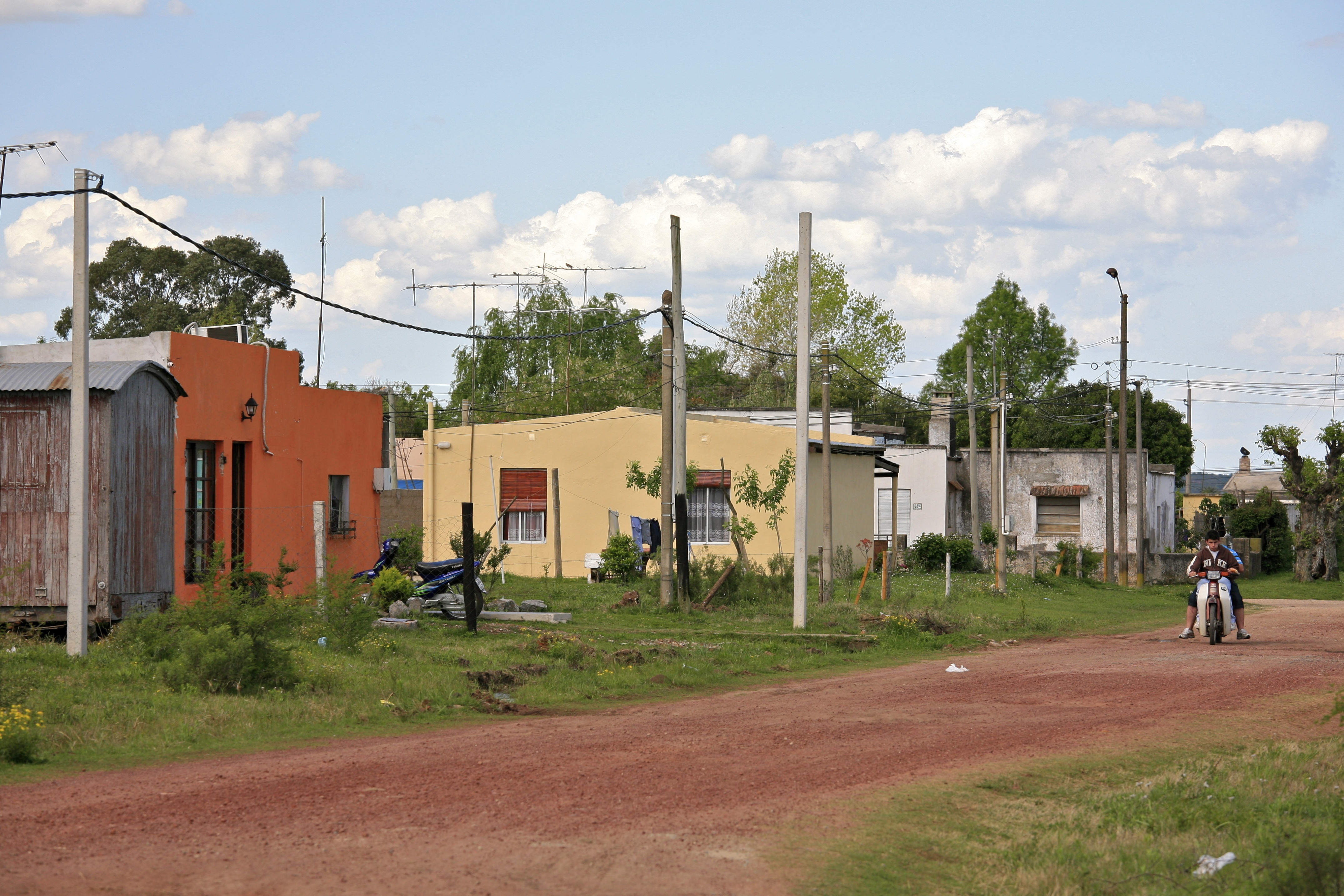
Místní čtvrť